# Iron Man (2008)
Iron Man is een Amerikaanse superheldenfilm gebaseerd op de Marvel Comics-superheld Iron Man. De productie stond onder regie van Jon Favreau en ging op 14 april 2008 in Sydney in wereldpremière. Het is de eerste film in het Marvel Cinematic Universe.
Iron Man werd genomineerd voor Academy Awards voor de beeld- en de geluidsweergave. Het kreeg meer dan tien andere filmprijzen daadwerkelijk toegekend, waaronder een Satellite Award voor de montage van Dan Lebental en Saturn Awards voor zowel de beste sciencefictionfilm, regisseur Favreau als hoofdrolspeler Robert Downey jr.

## Verhaal

### Inleiding
Tony Stark (Downey Jr.) was een technisch wonderkind dat op zijn zeventiende afstudeerde aan het MIT en vervolgens op zijn 21ste het bedrijf van zijn vader overnam. Het bedrijf ontwikkelt wapens. Het maakt van hem een zorgeloze multimiljonair en vrouwenverslinder. Aan sociale contacten heeft hij nooit veel gedaan. De drie mensen in zijn leven die hem nog het naast staan, zijn zakelijke contacten in de vorm van zijn personal assistent Pepper Potts (Gwyneth Paltrow), zijn rechterhand bij Stark Industries Obadiah Stane (Jeff Bridges) die in Tony's jeugd het bedrijf leidden, en zijn vriend binnen de Amerikaanse krijgsmacht luitenant-kolonel James 'Rhodey' Rhodes (Terrence Howard). Van de gevolgen van zijn wapenontwikkeling en -verkoop ligt Stark niet wakker. Hij denkt dat hij voornamelijk de veiligheid van de Verenigde Staten vergroot door ervoor te zorgen dat het zichzelf zo goed mogelijk kan weren, maar neemt nooit tijd om te kijken of dit allemaal wel zo is.
Stark heeft onlangs geholpen Stark Industries' nieuwste wapen te ontwikkelen: de Jericho Missile-clusterbom. Wanneer hij in een humvee stapt om het wapen in Afghanistan te demonstreren, wordt deze aangevallen door de terroristische groep Tien Ringen. Stark raakt hierbij zwaargewond wanneer een bom naast hem afgaat en een aantal scherven hiervan zich in zijn borst boren. Stark wordt door de Tien Ringen ontvoerd, daar ze willen dat hij een nieuwe versie van het wapen voor hen bouwt. Hij weigert in eerste instantie, maar stemt, na gemarteld te zijn, toch in. De Tien Ringen belooft hem in vrijheid te stellen als hun Jericho Missile af is, hoewel Stark weet dat dit een loze belofte is. Stark wordt bij het werk bijgestaan door een medegevangene, Dr. Ho Yinsen. Deze monteert een elektromagneet in Starks borst om de granaatscherven weg te houden bij zijn hart.
Terwijl Stark doet voorkomen alsof hij inderdaad een clusterbom maakt voor de terroristen, werken hij en Yinsen aan een speciaal harnas, aangedreven door een miniatuur arc-reactor die gekoppeld is aan de elektromagneet in zijn borst. Met Stark in het harnas ondernemen de twee een ontsnappingspoging. Yinsen komt hierbij om, maar Stark ontsnapt en doodt op zijn vlucht een aantal terroristen. Hij wordt later opgepikt door de luchtmacht.

### Stark wordt Iron Man
Terug in de Verenigde Staten maakt Stark op een persconferentie bekend dat Stark Industries stopt met de productie van wapens. Hij heeft nu gezien in wiens handen deze allemaal belanden en wil dit niet meer laten voorkomen. Dit laatste maakt hij niet publiekelijk bekend. Officieel was hij in de tijd dat hij was ontvoerd 'op reis'. Stane neemt alleen geen genoegen met Starks voornemen en vertelt hem dat zijn beslissing niet is goedgekeurd door de raad van bestuur.
Stark besluit zich een tijdje terug te trekken uit de publiciteit. Ondertussen werkt hij in het geheim verder aan een verbeterde versie van het harnas waarmee hij ontsnapte in Afghanistan. Hij verbetert het door onder meer het aantal gadgets te vergroten, en het harnas een stuk kleiner en praktischer te maken. Tevens maakt hij een verbeterde versie van de magneet die zijn hart beschermt. Al snel ontdekt hij dat Stane in het geheim Stark Industries-wapens verkoopt aan terroristen. Beseffend wat zijn bedrijf heeft gedaan, gebruikt Tony het harnas om Iron Man te worden. Hij vliegt zo naar Afghanistan, waar hij Yinsens dorp redt van de Tien Ringen door hun wapenvoorraden te vernietigen. Dit trekt de aandacht van zowel het Amerikaanse leger als van Starks vriend Rhodes.
Na deze eerste daad laat Stark zijn assistente Potts uitzoeken waar Stark Industries nog meer wapens verkocht heeft, zodat hij deze kan vernietigen voor ze op plek van bestemming aankomen. Pepper ontdekt tijdens haar onderzoek dat Stane oorspronkelijk de Tien Ringen had ingehuurd om Stark te ontvoeren en uit de weg te ruimen. Ze ontdekt tevens dat hij het originele Iron Man-pak dat Tony in Afghanistan had gebouwd heeft gestolen om een pak voor zichzelf te maken (en zodoende de superschurk Iron Monger te worden).
In de climax van de film komt het tot een confrontatie tussen Iron Man en Iron Monger. Iron Monger gaat ten onder wanneer Stark Potts opdraagt ervoor te zorgen dat de reactor in zijn bedrijf zichzelf opblaast, terwijl Iron Monger boven op het gebouw staat. Daarna maakt Stark publiekelijk bekend dat hij Iron Man is tijdens een persconferentie.

### Epiloog
Na het verlopen van de gehele aftiteling bevat de film een extra scène, waarin Nick Fury (Samuel L. Jackson) Stark uitnodigt voor een gesprek over het Avengers Initiative. Dit is een verwijzing naar The Avengers, waarvan Stark/Iron Man in de originele stripreeks een van de grondleggers is.

## Rolverdeling
| Acteur            | Personage                       |
| ----------------- | ------------------------------- |
| Robert Downey jr. | Tony Stark / Iron Man           |
| Gwyneth Paltrow   | Virginia 'Pepper' Potts         |
| Terrence Howard   | James Rhodes                    |
| Jeff Bridges      | Obadiah Stane / Iron Monger     |
| Leslie Bibb       | Christine Everhart              |
| Shaun Toub        | Ho Yinsen                       |
| Faran Tahir       | Raza                            |
| Clark Gregg       | Agent Phil Coulson              |
| Bill Smitrovich   | General William Gabriel         |
| Sayed Badreya     | Abu Bakaar                      |
| Paul Bettany      | J.A.R.V.I.S. (stem)             |
| Jon Favreau       | Happy Hogan                     |
| Peter Billingsley | William Ginter Riva             |
| Tim Guinee        | Majoor Allen                    |
| Will Lyman        | Prijsceremonie Verteller (stem) |
| Tom Morello       | Terrorist Bewaker               |
| Gerard Sanders    | Howard Stark                    |
| Jim Cramer        | Zichzelf                        |
| Stan Lee          | Zichzelf                        |
| Samuel L. Jackson | Nick Fury (post-credit scene)   |

## Achtergrond

### Productie
In april 1990 kocht Universal Pictures de rechten voor een Iron Man-film. In februari 1996 kocht Twentieth Century Fox deze rechten over. In januari 1997 toonde acteur Nicolas Cage interesse voor de hoofdrol en in september 1998 maakte Tom Cruise bekend zowel in de film te willen meespelen als het regiewerk te doen. Regisseur Quentin Tarantino werd benaderd in oktober 1999 om een Iron Man-film te schrijven en regisseren, maar de deal ging niet door. Uiteindelijk verkocht Fox de filmrechten aan New Line Cinema. In juli 2000 werd een scenario voor de film geschreven voor de studio door Tim McCanlies.
In december 2004 stelde de studio Nick Cassavetes aan als regisseur, met het plan de film in 2006 uit te brengen. Na twee jaar van ontwikkeling zonder veel succes gaf New Line Cinema de filmrechten maar weer terug aan Marvel.
Op 28 april 2006 maakte Avi Arad, de voorzitter van Marvel Studios, bekend dat Jon Favreau de Iron Man-film zou regisseren, met Paramount Pictures als distributeur. Het filmen zou beginnen in februari 2007, met als premièredatum 2 mei 2008. Favreau creëerde een Iron Man-groep op MySpace om fans geïnformeerd te houden.
Iron Man-stripboektekenaar Adi Granov werkte aan de ontwerpen van de harnassen in de film. Robert Downey jr. zou nog acht maanden na het filmen bezig zijn met motion capture-werk om de bewegingen van Iron Man in zijn harnas realistisch neer te zetten.
Lange tijd deed het gerucht de ronde dat de Mandarin de schurk uit de film zou zijn. Hoewel de Mandarin uiteindelijk niet in de film voorkomt, is de terroristische organisatie Tien Ringen wel een referentie naar hem (de Mandarin kreeg zijn krachten van 10 ringen).

### Reacties
Iron Man werd met positieve reacties ontvangen. Op 5 mei 2008 scoorde de film een 93% op Rotten Tomatoes. In zijn openingsweek bracht Iron Man $98.618.668 op in 4105 biosscopen in de Verenigde Staten en Canada. Daarmee behoorde de film tot de Top 10 films met de beste opening in 2008.

### Wetenswaardigheden
- Marvel Comics' Stan Lee heeft (zoals in elke Marvel-verfilming) een cameo-rolletje. In Iron Man is hij enkele seconden in beeld als de man die door Stark wordt aangezien voor Playboy-baas Hugh Hefner.
- In de originele stripreeks uit de jaren zestig werd Tony Stark tijdens de Vietnamoorlog Iron Man.
- Wanneer Potts er voor het eerst bij is wanneer Stark het Iron Man-harnas uittrekt, is op een werkbank het schild van Captain America te zien (met wie Stark in de stripreeks samen tot de The Avengers behoort).
- Wanneer Rhodes een zilveren harnas dat lijkt op dat van Stark in de werkplaats ziet staan, twijfelt hij even en zegt dan Next time maybe. Rhodes is in de originele stripreeks War Machine.
- De climax van de film komt grotendeels overeen met die uit Iron Man deel #200 uit 1986.

### Connecties met andere films
Iron Man is onderdeel van het Marvel Cinematic Universe; een reeks live-action films die zich allemaal afspelen in hetzelfde fictieve universum:
- Samen met The Incredible Hulk, Thor en Captain America: The First Avenger is Iron Man bedoeld als aanloop naar The Avengers.
- In 2010 kreeg Iron Man een vervolg getiteld Iron Man 2.
- Tony Stark/Iron Man heeft een cameo in de film The Incredible Hulk.

## Prijzen en nominaties
| jaar | prijs                | categorie                              | genomineerde(n)   | uitslag     |
| ---- | -------------------- | -------------------------------------- | ----------------- | ----------- |
| 2008 | Golden Trailer Award | Summer 2008 Blockbuster                | "Escaped"         | Gewonnen    |
| 2008 | Golden Trailer Award | Beste actie                            | -                 | Genomineerd |
| 2008 | MTV Movie Award      | Beste zomerfilm tot nu toe             | -                 | Gewonnen    |
| 2008 | Teen Choice Award    | Choice Movie Actor: Action Adventure   | Robert Downey jr. | Genomineerd |
| 2008 | Teen Choice Award    | Choice Movie Actress: Action Adventure | Gwyneth Paltrow   | Genomineerd |
| 2008 | Teen Choice Award    | Choice Movie Villain                   | Jeff Bridges      | Genomineerd |
| 2008 | Teen Choice Award    | Choice Movie: Action Adventure         | -                 | Genomineerd |